# 고나라 천황
고나라 천황(일본어: 後奈良天皇, 1497년 1월 26일 ~ 1557년 9월 27일)은 제105대 일본 천황이다. 그는 1526년 6월 9일부터 센고쿠 시대 끝까지 다스렸다. 휘는 도모히토이다. 호칭의 유래는 51대 천황 헤이제이 천황(平城天皇)의 별칭인 나라노미카도(奈良帝)에서 따왔다. 그는 고카시와바라 천황의 차남이었다. 그의 어머니는 후지와라 후지코였다.

## 고나라 천황 인생의 사건
- 다이에이 6년 4월 (1526년 6월 9일) 고나라 천황은 그의 부왕 고카시와바라 천황이 사망함에 따라 천황이라 포고되었다. 그는 31세에 그의 치세를 시작하였다.
- 다이에이 6년 7월(1526년) 아와 부의 군대가 미야코를 향해 진군하였다. 호소카와 다카쿠니는 이들 군대를 가르슈라카와 강에서 병합하였으나 그의 군대는 성공적이 못하였다. 호소카와 다카카게는 호소카와 다카쿠니(일본어판)의 도움이 되었다. 그리고 이들 연합군은 군대를 전진시키는 것을 중지시키는 데 성공하였다.
- 다이에이 6년 12웡 쇼군 아시카가 요시하루는 이웃 부의 궁사들을 초대하고 궁사 콘테스트를 위해 수도로 왔다.
- 교로쿠 원년 이전의 간푸쿠 고노에 다네는 사다이진이 되었다. 이전의 나다이진 미네모토노 미치코토는 우다이진이 되고 이전의 디아나곤 기우쇼원 네미치는 나다이진이 되었다.
- 덴분 5년 2월 26일 (1536년) 고나라는 천황으로 즉위하였다. 황궁은 매우 빈곤하였기 때문에 기여를 위한 전국적인 호소가 나갔다. 호조씨, 우치씨, 이마가와씨 그리고 센고쿠 시대의 다른 다이묘 씨족으로부터의 기여 덕분에 천황은 10년후 공식적인 대관식을 수행할 수 있었다. 황실의 가난은 극에 달하였다. 그리하여 천황은 그의 글을 팔아야 했다. 천황의 치세에는 센고쿠 시대를 천하통일로 이행하는 3대 영걸이 지금의 아이치현에서 태어났다.
- 고지 3년 9월 5일(1557년) 천황 고나라는 62세로 사망하였다.